# Pseudotylosurus
Pseudotylosurus – rodzaj ryb z rodziny belonowatych (Belonidae).

## Klasyfikacja
Gatunki zaliczane do tego rodzaju:
- Pseudotylosurus angusticeps
- Pseudotylosurus microps